# Шуазель (острів)
Шуазель (англ. Choiseul Island) — вулканічний острів архіпелагу Соломонові острови, (Меланезія, Океанія), розташований у західній частині Тихого океану, на схід від острова Нова Гвінея, входить до складу меланезійської держави Соломонові Острови. Місцева назва — Лауру.

## Географія
Острів адміністративно належить до однойменної провінції Шуазель. Розташований в північно-західній частині архіпелагу Соломонові острови, за 45 км на схід — південний схід від острова Бугенвіль, омивається з заходу водами Соломонового моря, зі сходу — Тихим океаном. За 50 км на південь розташований острів Велья-Лавелья, за 54 км — Коломбангара, а за 60 км — Нова Джорджія. За 90 км на схід розташований острів Санта-Ісабель, а між ним і островом Шуазель розташована група островів, найбільші з яких Роб-Рой, Вагена, Гхагхе, Банора Фаа та Барора Іте. Острів простягся з заходу — північного заходу на схід — південний схід на 140 км, при максимальній ширині до 32 км. Має площу — 2970,7 км² (5-те місце в державі Соломонові Острови та 164-те у світі). Довжина берегової лінії 414,5 км. Острів покритий джунглями, рельєф горбистий з глибокими долинами, з середньою висотою 300-600 м, найбільша висота — гора Маетамбе, 1067 м. Оточений вузьким рифом, а біля північно-східного узбережжя — бар'єрним рифом.
Клімат на острові вологий тропічний. Середньорічна температура становить 26-32 °C, річна кількість опадів — 2540-5080 мм.

## Населення
Населення острова Шуазель у 1999 році становило 20,000 осіб, переважна частина якого проживала у невеликих селах на західному та східному узбережжі. Найбільше поселення острова - село Сасамунгга (Sasamungga). Разом з островами Таро, Вагена і Роб-Рой Шуазель з 1978 року утворює однойменну провінцію Соломонових Островів.
Жителі острова розмовляють на декількох меланезійських мовах: Бабатана (5600 носіїв на 1999 рік; поширений в східній частині острова); Варіс (5161 носій, поширений в північно-східній частині острова); Вагу (1960 осіб); Ріріо (79 носіїв, близький до мови бабатана). Зустрічається також мова кірибаті.

## Історія

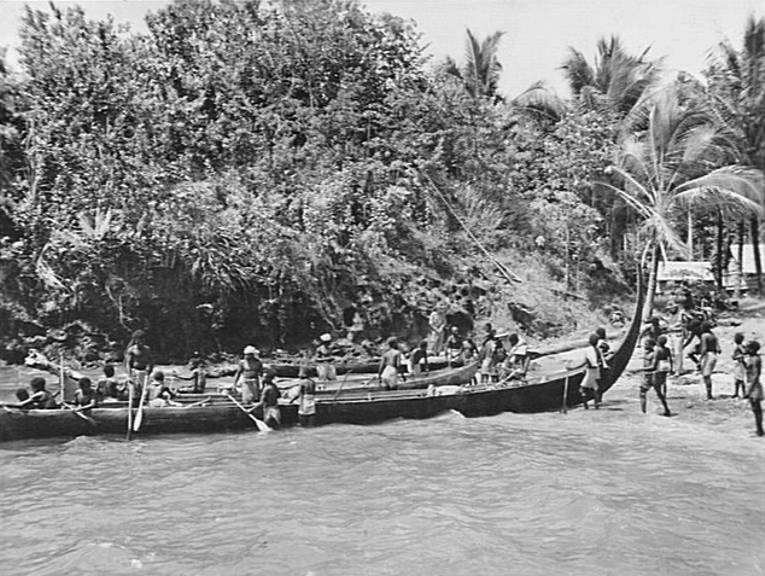
Солдати США і аборигени острова Шуазель (1943)

Будь-яких археологічних розкопок на острові Шуазель не проводилося, проте, виходячи з лінгвістичних даних, можна припустити, що острів був заселений приблизно 3500 років тому.
Шуазель був вперше відкритий європейцями у 1568 році — іспанським мореплавцем Альваро Менданья де Нейра, який назвав острів Сан-Маркос. Мандрівник, однак, не висадився на ньому. У 1768 року острів повторно був відкритий французьким мореплавцем Луї Антуан де Бугенвілем, який назвав острів на честь тогочасного міністра закордонних справ Франції Етьєна Франсуа Шуазеля.
В XIX столітті місцеве населення часто страждало від набігів работорговців, які обманом вербували чи просто викрадали робітників на цукрові плантації у Квінсленді та Фіджі.
До кінця XIX століття острів Шуазель не викликав великого інтересу у європейців, а відносини з жителями сусідніх островів було вкрай ворожими. У 1870-х роках вождь центральної частини острова організував напади на західні племена, а також острів Вагена, який після цих подій став безлюдним. У 1886 році над островом був встановлений протекторат Німецької імперії, а в 1899 — Британської імперії. У 1916 році на острові спалахнула міжплеменна війна, кінець якої був покладений тільки у 1921 році підписанням мирного договору.
У роки Другої світової війни на Шуазель висаджувалися японські і американські війська, однак острів знаходився далеко від основного театру бойових дій.
Острів, у 1932 році, відвідав австрійський антрополог і фотограф Х'юго Бернатцик. Бернатцик задокументував деякі з небагатьох залишків давніх звичаїв остров'ян, що були включені в етнографічну працю, яку він опублікував через кілька років.
У 1978 році Шуазель став частиною незалежної держави Соломонові Острови.